# ويليام بيرش (رسام)
ويليام بيرش (بالإنجليزية: William Russell Birch)‏ هو رسام أمريكي، ولد في 9 أبريل 1755 في مملكة بريطانيا العظمى، وتوفي في 7 أغسطس 1834 في فيلادلفيا في الولايات المتحدة.